# Planète Enfants & Développement
 (août 2023).
Planète Enfants & Développement est une association loi de 1901 fondée en 1984.

## Histoire
En 2016, les associations Planète Enfants et Enfants & Développement fusionnent en Planète Enfants & Développement. 
Planète Enfants & Développement a développé une action de plaidoyer en faveur des droits de l'enfant  et de la lutte contre la traite des êtres humains,.
Depuis 2020 Planète Enfants & Développement travaille à multiplier les expériences d'éducation par le numérique à destination des professionnels de la petite enfance. L'association accompagne les familles des bidonvilles de Phnom Penh pour leur permettre d'accéder aux services sociaux existants et d’améliorer leurs conditions de vie. Elle s'implique dans plusieurs projets,,. 